# Synagoga v Heřmanově Městci
Synagoga Heřmanův Městec je bývalá synagoga, nacházející se v Havlíčkově ulici 809 v Heřmanově Městci v okresu Chrudim v Pardubickém kraji. Synagoga s areálem židovského ghetta je zapsána v seznamu kulturních památek České republiky.

## Historie
Předchůdkyní dnešní budovy byla barokní synagoga postavená v roce 1760. Do nynější novorománské podoby byla přestavěna v roce 1870. Vyprojektoval a postavil ji známý východočeský architekt František Schmoranz. Až do doby německé nacistické okupace sloužila k původním účelům. Poté sloužila nějaký čas jako skladiště německé armády, v sedmdesátých letech dvacátého století byla užívána jako modlitebna Církve československé. Za synagogou byla roku 1862 postavena jednopatrová budova, která sloužila jako škola. Ta tu fungovala do roku 1909.
Až po roce 1989 se město Heřmanův Městec ujalo rekonstrukce židovských památek a zároveň zde začala působit Společnost ochránců židovské kultury. V roce 1991 byla synagoga, s budovou bývalé židovské školy, přilehlého dvojdomku a židovského hřbitova, zapsána do seznamu kulturních památek.

## Využití
Po rekonstrukci byla synagoga 25. listopadu 2001 slavnostně otevřena a zároveň byla v budově bývalé židovské školy vernisáží zahájena výstava děl výtvarných umělců Heřmanoměstecka. Ceněný je zejména interiér restaurované synagogy a část dochovaného původního mobiliáře z 19. století. Od té doby se v synagoze konají koncerty Základní umělecké školy nebo koncerty různých zpěváků (například Radky Fišarové). Pořádají se zde i jiné kulturní akce, svatební obřady, také vyřazování a oceňování žáků Základní umělecké školy. Byla využita i při natáčení filmu "Ulovit miliardáře" režiséra Tomáše Vorla.